# Жетоны армии США

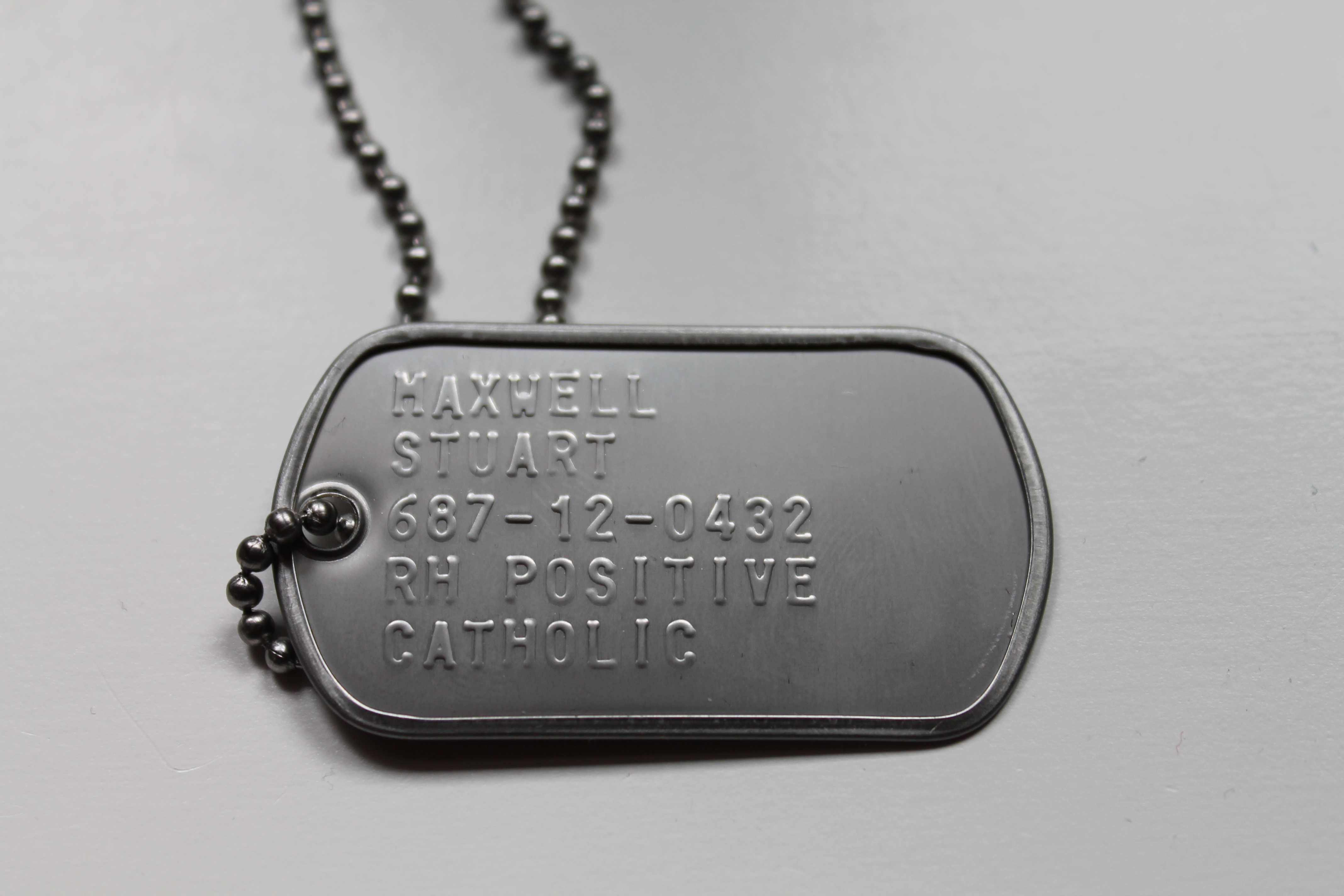

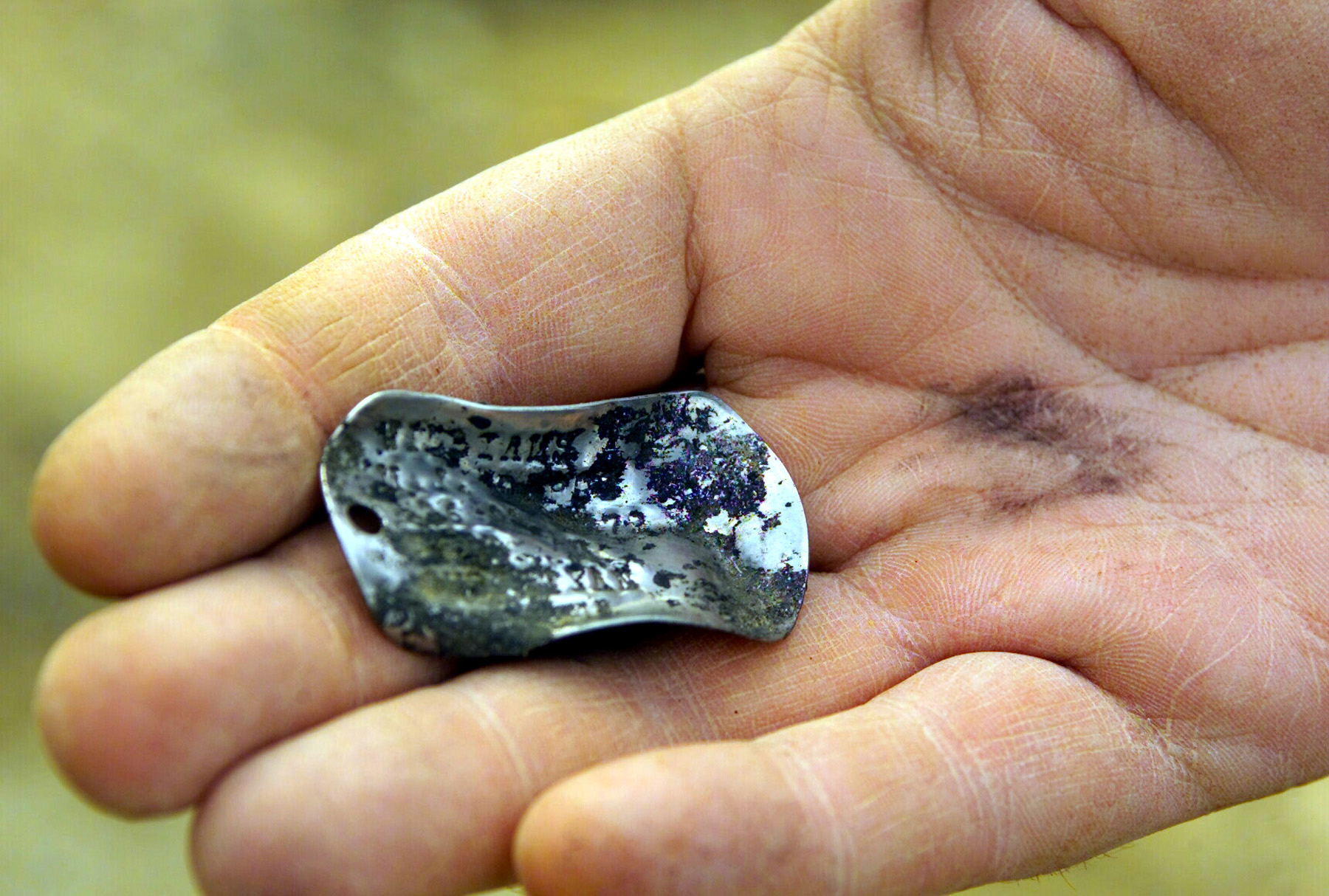
Найденный в обломках десантной машины AAV7 жетон бойца ВС США, числившегося пропавшим без вести

Жетоны армии США — жетоны военнослужащего с данными о владельце, используемые в вооружённых силах США.
Основное предназначение жетона — изжить такое понятие, как «неизвестный солдат» и облегчить оказание первой медицинской помощи.
Достоинства:
- Простота и технологичность заполнения, достаточно большой и легко читаемый объём информации.

Недостатки:
- В отличие от европейских образцов, традиция ношения двух экземпляров менее практична и может создавать нежелательный дополнительный шум. Не ложится полностью на грудь вследствие одного сквозного отверстия, что может вызвать дискомфорт при ношении.

## История
Первые массовые попытки американцев позаботиться об опознании останков военнослужащих относятся ко временам Гражданской войны. Чаще всего для этого использовали бумажный или тряпичный ярлык, на котором писали необходимые сведения и пришивали к какой-нибудь части одежды. Те, кто был побогаче и предусмотрительней, заказывали жетоны круглой формы из бронзы или свинца, иногда они изготавливались из расплющенных сферических пуль. Они и были прообразами современных жетонов. Но это была нехарактерная практика — из-за недостатка сведений многие тысячи могил солдат американской армии остались безымянными.
Начало современной истории американских опознавательных жетонов ведётся от приказа Министерства вооружённых сил Северо-Американских Соединённых Штатов № 204 от 20 декабря 1906 года. Он обязал солдат и офицеров носить жетоны круглой формы. На нём выбивались имя, фамилия, звание и обозначение подразделения. За сходство этих индивидуальных бирок с жетонами, которые должны были присутствовать на ошейниках американских собак, этот образец получил прозвище «собачья бирка» (dog tag).
Жетон выдавался в части и носился на шее на продетом через отверстие шнурке. Если военнослужащий терял свой жетон, то новый он покупал за свои деньги.
При повышении в звании или переводе в другую часть старые обозначения затирались, а затем набивались новые — прямо поверх. Чеканка обозначений на жетонах производилась непосредственно в части, в которой и находился военнослужащий. Зачастую это производил сам владелец, поэтому помимо обязательных сведений на жетонах той поры можно было найти самую разную дополнительную информацию.
В 1910 г. в армии были введены новые жетоны диаметром 35 мм. С 6 июля 1916 г. жетонов, обязательных к носке, стало два. В случае гибели один жетон снимался с шеи американского солдата и передавался командиру подразделения для регистрации потери, а второй оставался для опознания солдата и погребался в могиле вместе с телом. Этот порядок сохранён по настоящее время.
Жетоны военно-морского флота и корпуса морской пехоты отличались от армейских, они изготовлялись из медно-никелевого сплава и имели овальную форму, их ношение стало обязательным согласно приказу USN294 от 12 мая 1917 г. На обратной стороне «морского» жетона кислотой вытравливался отпечаток пальца.
С 15 февраля 1940 г. жетоны приобрели практически тот же вид, что они имеют в наши дни. Жетоны получили прямоугольную форму со скруглёнными торцами и новый способ нанесения обозначений — с помощью штамповальной машинки. С одного конца жетон имел отверстие для шнурка, а на другом — выемку для своей фиксации в штамповальной машинке и на уставном деревянном гробе. С ноября 1941 года жетоны стали делать из сплава Монеля, он не окислялся.

## Данные
Информация на жетонах занимала 5 строк. В послевоенный период для всех родов войск был введён единый образец жетона — стандартный армейский.
Жетоны, которые носились американскими военнослужащими во время войны во Вьетнаме, имели вместе с группой крови и резус-фактор (как правило, только положительный — POS). Там же получила распространение традиция дополнительный жетон зашнуровывать в армейских бутсах, некоторые крепили к брючному ремню или зашивали в карман брюк. При подрыве боеприпаса в непосредственной близости от военнослужащего или при прямом попадании пули цепочка могла быть перебита и жетон утерян — в таком случае запасной жетон помогал опознать погибшего.
Современные жетоны армии США изготавливаются из лёгкого сплава на основе алюминия. Это закругленная бляшка размером 45×25 мм, с завальцованными по периметру ребрами жесткости в резиновом ободке (глушителе), цепочки сделаны из нержавеющей стали и выдерживают вес 16 кг на разрыв. Используемый для набивки шрифт был изменен в 1989 г., ранее он был более мелким. С 1969 г. вместо регистрационного номера стали наносить номер социального обеспечения.
В настоящее время порядок заполнения американского армейского жетона стал следующим: 
- первая строка — фамилия,
- вторая — имя и инициал,
- третья — номер социального обеспечения,
- четвёртая — группа крови и резус-фактор,
- пятая — вероисповедание.

Указывается только положительный резус-фактор (POS). Вероисповедания: Orthodox (православный), Protestant (протестант), Baptist (баптист), Catholic (католик), Hebrew (иудей), No preference (нет предпочтений), Atheist (атеист).
В корпусе морской пехоты США на современном жетоне указываются: 
- первая строка — фамилия,
- вторая — имя и инициал,
- третья — личный номер и группа крови,
- четвёртая — USMC (номер размера противогаза),
- пятая — вероисповедание.

У морпехов личный номер может быть 5-, 6- или даже 7-значным. Размеры противогазов — XS, S, M, L, XL.

## Галерея

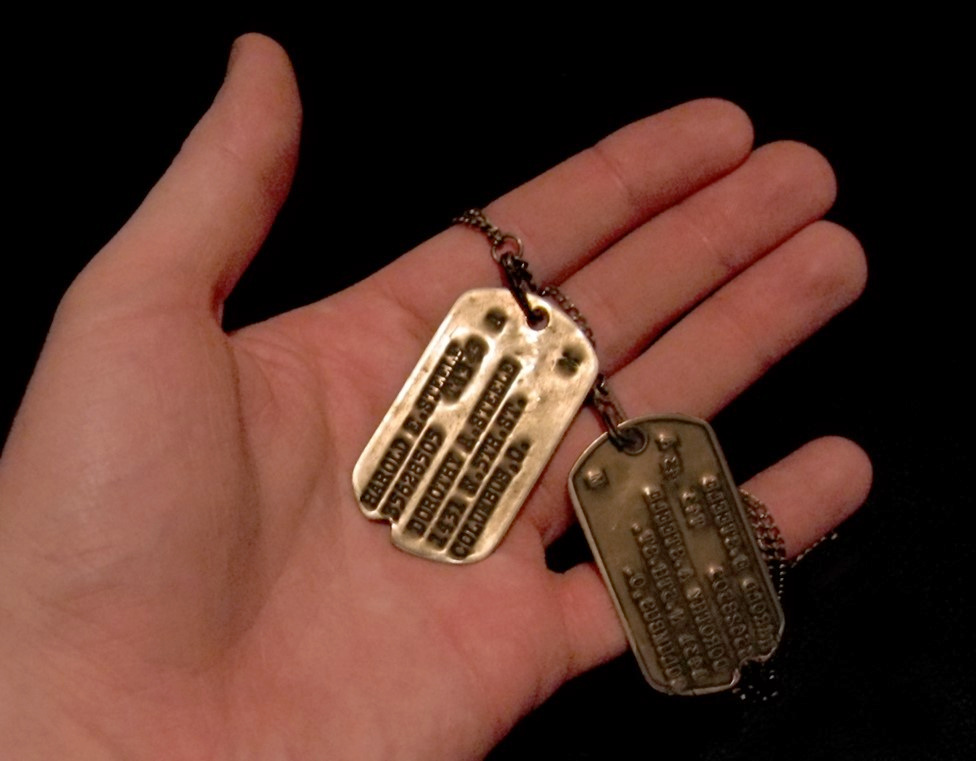
Жетон ВС США времён Второй мировой войны. Ниже данных владельца выбиты имя и адрес его жены. Буква «А» в левом верхнем углу обозначает группу крови. Буква «М» ниже обозначает размер противогаза (средний)
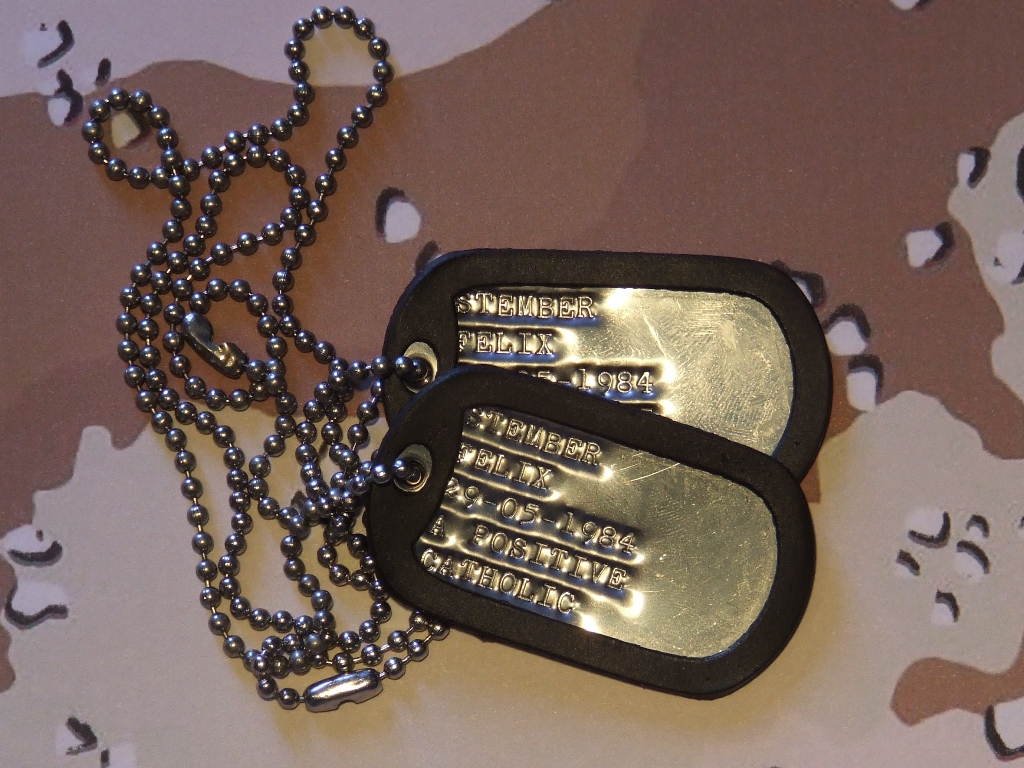
Современный вариант в резиновой окантовке на фоне 6-цветного пустынного камуфляжа
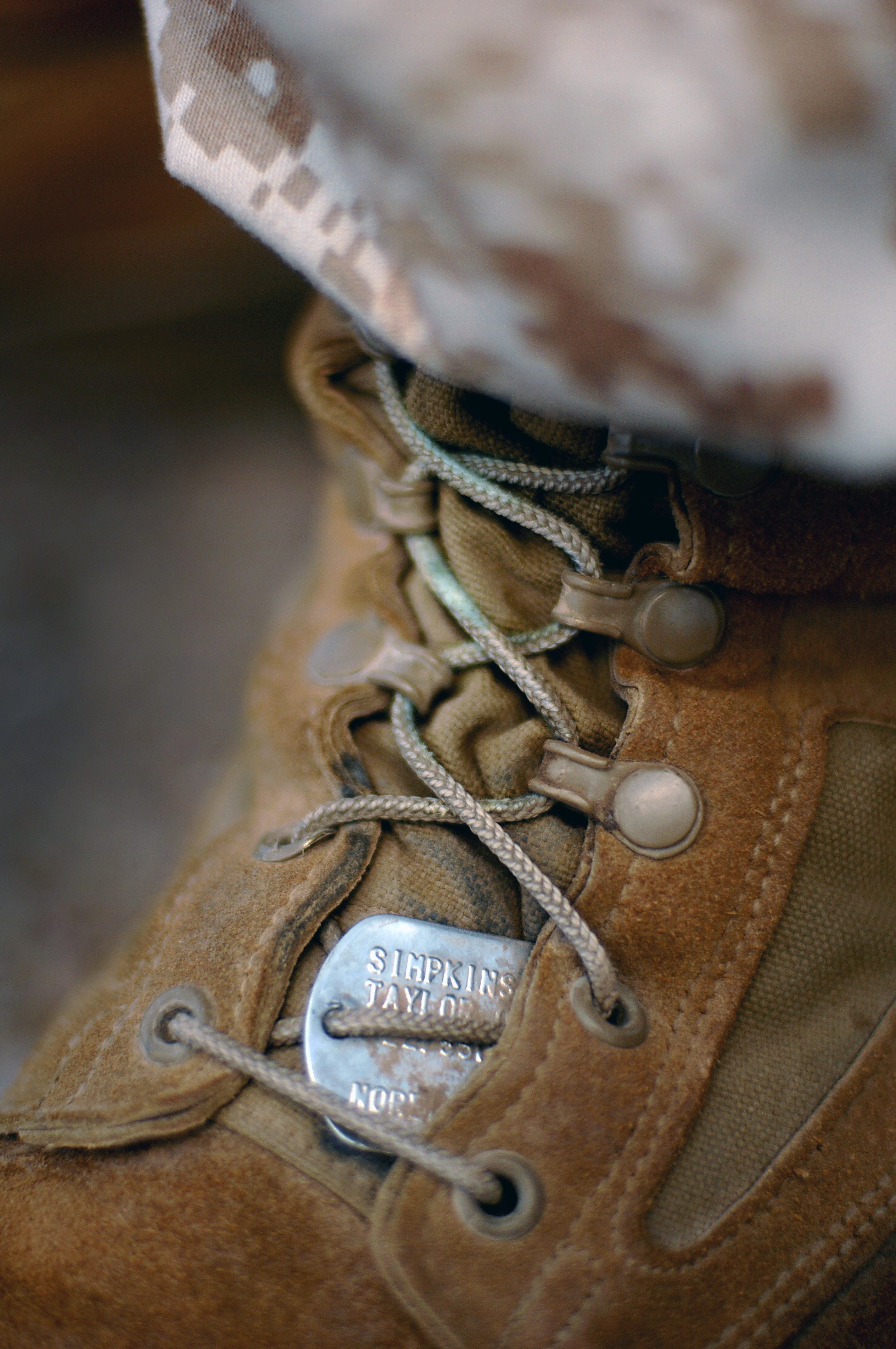
Запасной жетон, зашнурованный в ботинках Belleville
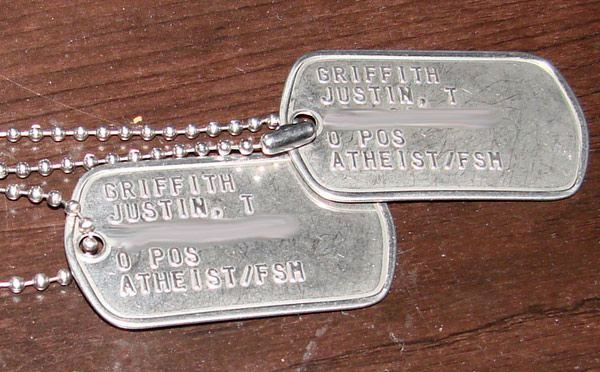
Жетоны армии США с обозначением религиозных убеждений Атеист/FSM